# Isabella Jagiellonica

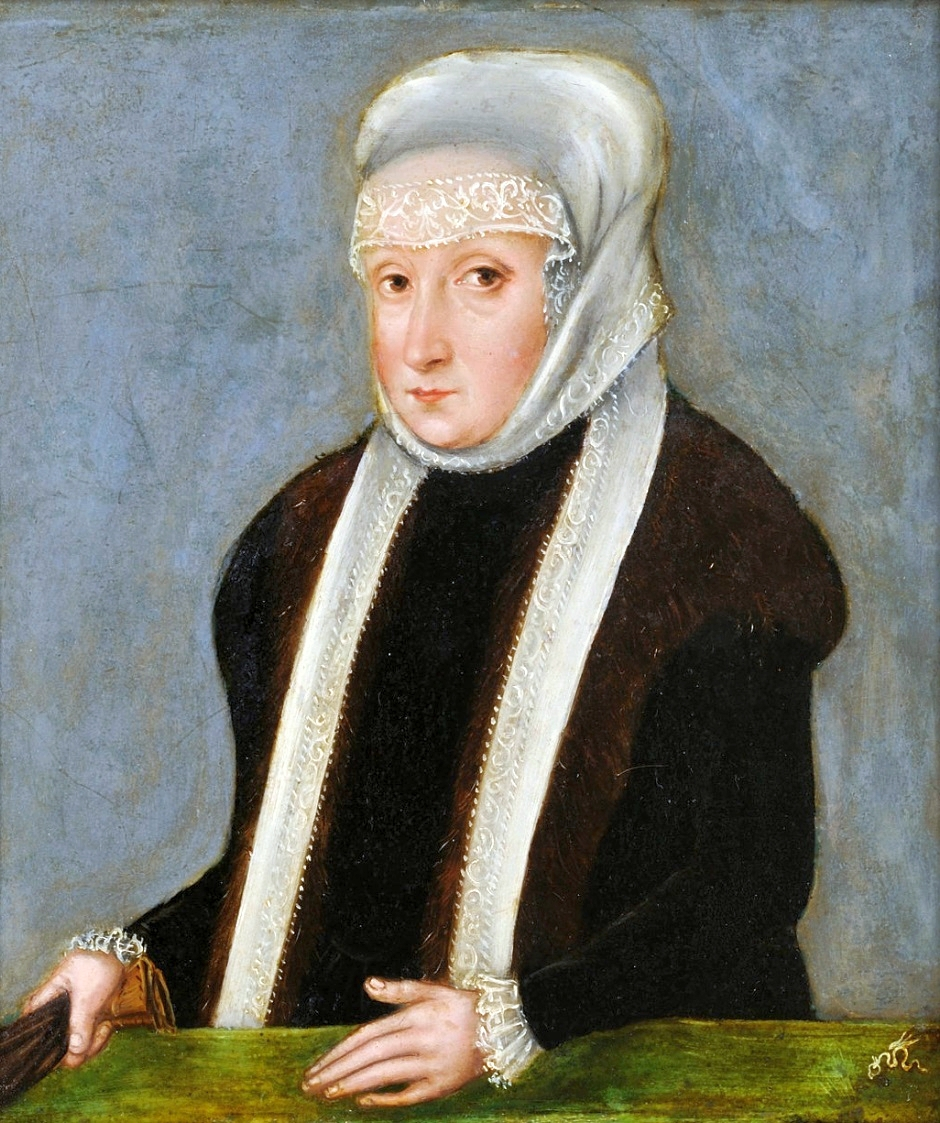
Isabella Jagiellonica (Miniatur von Lukas Cranach d. J.)

Isabella Jagiellonica (polnisch Izabela Kazimira Jagiellonka; * 18. Januar 1519 in Krakau; † 15. September 1559 in Alba Iulia) war eine polnisch-litauische Prinzessin aus dem Geschlecht der Jagiellonen. Sie war von 1539 bis 1540 durch Heirat Königin von Ungarn.

## Leben
Isabella war die Tochter des polnischen Königs Sigismund I. von Polen aus seiner Ehe mit Bona Sforza. Sie wurde 1539 mit dem um 32 Jahre älteren und bereits kränkelnden ungarischen König Johann Zápolya verheiratet. Am 8. Juli 1540 gebar sie  Johann Sigismund Zápolya. Ihr Gatte verstarb zwei Wochen nach der Geburt seines Sohnes. Von da ab begann Isabellas Kampf, als Königin-Witwe den ungarischen Thron für ihren unmündigen Sohn zu sichern, der zum König von Ungarn gewählt wurde („electus rex“).
Nach der Einnahme von Buda durch die Truppen des Osmanischen Reiches 1541 hatte sie vom Sultan Süleyman I. Siebenbürgen als Herrschaftsgebiet zugewiesen bekommen, wo sie im Namen ihres unmündigen Sohnes regierte. Die tatsächliche Macht lag jedoch in den Händen des Kardinals György Martinuzzi. Im Sommer 1551 verließ sie Siebenbürgen, das durch den Vertrag von Nyírbátor an Ferdinand I. fiel. Sie kehrte 1556 mit ihrem Sohn und ihrem Berater Mihály Csáky nach Siebenbürgen zurück.
Isabella verstarb am 15. September 1559 in Alba Iulia. Ihr Grab befindet sich in der katholischen Kathedrale.

## Nachkommen
Aus der Ehe mit Johann ging ein Sohn hervor:
- Johann Sigismund Zápolya (1540–1571), 1540–1570 König von Ungarn, ab 1570 Fürst von Siebenbürgen